# HBL All-Star Game 2005
Das HBL All-Star Game 2005 fand am 31. Mai 2005 in der Volkswagen-Halle in Braunschweig vor 7.000 Zuschauern statt. Es war die fünfte Auflage dieses Events.
Die HBL-Auswahl der Handball-Bundesliga gewann gegen die Nationalmannschaft des DHB mit 39:37 (19:22).

## HBL-Auswahl
| Nr.         | Name                   | Verein                 |          |          |          |          |          |          |
| Torhüter    | Torhüter               | Torhüter               | Torhüter | Torhüter | Torhüter | Torhüter | Torhüter | Torhüter |
| ----------- | ---------------------- | ---------------------- | -------- | -------- | -------- | -------- | -------- | -------- |
| 12          | Zoran Đorđić           | SG Wallau/Massenheim   |          |          |          |          |          |          |
| 12          | Jan Holpert            | SG Flensburg-Handewitt |          |          |          |          |          |          |
| Feldspieler |                        |                        |          |          |          |          |          |          |
| 4           | Johan Petersson        | THW Kiel               |          |          |          |          |          |          |
| 4           | Blaženko Lacković      | SG Flensburg-Handewitt |          |          |          |          |          |          |
| 7           | Roman Pungartnik       | THW Kiel               |          |          |          |          |          |          |
| 7           | Yoon Kyung-shin        | VfL Gummersbach        |          |          |          |          |          |          |
| 8           | Christian Schwarzer    | TBV Lemgo              |          |          |          |          |          |          |
| 8           | Bruno Souza            | Frisch Auf Göppingen   |          |          |          |          |          |          |
| 9           | Klaus-Dieter Petersen  | THW Kiel               |          |          |          |          |          |          |
| 10          | Jan Filip              | HSG Nordhorn           |          |          |          |          |          |          |
| 11          | Goran Šprem            | TuS N-Lübbecke         |          |          |          |          |          |          |
| 15          | Lars Christiansen      | SG Flensburg-Handewitt |          |          |          |          |          |          |
| 17          | Andrej Klimovets       | SG Flensburg-Handewitt |          |          |          |          |          |          |
| 21          | Nebojša Golić          | HSG D/M Wetzlar        |          |          |          |          |          |          |
| 22          | Igor Lavrow            | SG Wallau/Massenheim   |          |          |          |          |          |          |
| 23          | Wjatscheslaw Lotschman | TV Großwallstadt       |          |          |          |          |          |          |
| 25          | Renato Vugrinec        | SC Magdeburg           |          |          |          |          |          |          |
| Trainer     |                        |                        |          |          |          |          |          |          |
|             | Ola Lindgren           | HSG Nordhorn           |          |          |          |          |          |          |
|             | / Velimir Petković     | Frisch Auf Göppingen   |          |          |          |          |          |          |

## DHB-Nationalmannschaft
| Nr.         | Name                 | Verein               |          |          |          |          |          |          |
| Torhüter    | Torhüter             | Torhüter             | Torhüter | Torhüter | Torhüter | Torhüter | Torhüter | Torhüter |
| ----------- | -------------------- | -------------------- | -------- | -------- | -------- | -------- | -------- | -------- |
| 1           | Henning Fritz        | THW Kiel             |          |          |          |          |          |          |
| 12          | Johannes Bitter      | SC Magdeburg         |          |          |          |          |          |          |
| 16          | Carsten Lichtlein    | TV Großwallstadt     |          |          |          |          |          |          |
| Feldspieler |                      |                      |          |          |          |          |          |          |
| 2           | Dragoș Oprea         | Frisch Auf Göppingen |          |          |          |          |          |          |
| 3           | Michael Hegemann     | HSG Düsseldorf       |          |          |          |          |          |          |
| 4           | Oliver Roggisch      | TUSEM Essen          |          |          |          |          |          |          |
| 5           | Torsten Jansen       | HSV Hamburg          |          |          |          |          |          |          |
| 6           | Dominik Klein        | TV Großwallstadt     |          |          |          |          |          |          |
| 7           | Oliver Köhrmann      | Wilhelmshavener HV   |          |          |          |          |          |          |
| 8           | Sebastian Preiß      | THW Kiel             |          |          |          |          |          |          |
| 9           | Jens Tiedtke         | TV Großwallstadt     |          |          |          |          |          |          |
| 10          | Oleg Velyky          | TUSEM Essen          |          |          |          |          |          |          |
| 11          | Rolf Hermann         | TuS N-Lübbecke       |          |          |          |          |          |          |
| 13          | Christoph Theuerkauf | SC Magdeburg         |          |          |          |          |          |          |
| 14          | Christian Zeitz      | THW Kiel             |          |          |          |          |          |          |
| 15          | Yves Grafenhorst     | SC Magdeburg         |          |          |          |          |          |          |
| 17          | Christian Schöne     | SC Magdeburg         |          |          |          |          |          |          |
| 18          | Michael Kraus        | Frisch Auf Göppingen |          |          |          |          |          |          |
| 19          | Florian Kehrmann     | TBV Lemgo            |          |          |          |          |          |          |
| 20          | Christian Sprenger   | SC Magdeburg         |          |          |          |          |          |          |
| Trainer     |                      |                      |          |          |          |          |          |          |
|             | Heiner Brand         |                      |          |          |          |          |          |          |

## Statistik
DHB - HBL-Auswahl 37:39 (22:19)
DHB:
HBL:
Schiedsrichter: Frank Lemme/Bernd Ullrich (Magdeburg)
Zuschauer: 7.000

## Auszeichnungen
| Spieler der Saison                        | Trainer                                   | Rookie | Lebenswerk/Karriereleistung Handball | Schiedsrichter                          |
| ----------------------------------------- | ----------------------------------------- | ------ | ------------------------------------ | --------------------------------------- |
| Guðjón Valur Sigurðsson (VfL Gummersbach) | / Velimir Petković (Frisch Auf Göppingen) | -      | Klaus-Dieter Petersen (THW Kiel)     | Frank Lemme & Bernd Ullrich (Magdeburg) |